# Джуманджі: Наступний рівень
«Джуманджі: Наступний рівень» (англ. Jumanji: The Next Level) — американський фентезійний пригодницький комедійний фільм режисера Джейка Касдана, знятий за власним сценарієм, створеним у співпраці з Джеффом Пінкнером та Скоттом Розенбергом. Це продовження фільму 2017 року «Джуманджі: Поклик джунглів» та третя стрічка в франшизі «Джуманджі». Двейн Джонсон, Кевін Гарт, Джек Блек, Карен Гіллан, Нік Джонас, Сер'Даріус Блейн, Медісон Айсман, Морган Тернер та Алекс Вольфф виконали ролі з попереднього фільму, Аквафіна, Денні Ґловер та Денні ДеВіто презентували нові.
Прокат фільму в США відбувся 13 грудня 2019 року, в Україні — 12 грудня 2019 року.

## У ролях
| Актор            | Роль                   | Український дубляж            |
| ---------------- | ---------------------- | ----------------------------- |
| Двейн Джонсон    | Смолдер Брейвстоун     | Михайло Жонін                 |
| Джек Блек        | Шелдон Оберон          | Юрій Ребрик                   |
| Кевін Гарт       | Франклін Фінбар        | Єгор Пчьолкін                 |
| Карен Гіллан     | Рубі Кругхаус          | Аліна Проценко                |
| Нік Джонас       | Джефферсон Мак-Донаг'ю | Андрій Федінчик               |
| Рорі Макканн     | Юрген Жорстокий        |                               |
| Аквафіна         | Мінг Флітвуд           | Катерина Брайковська          |
| Райс Дербі       | Найджел Біллінгслі     | Андрій Альохін                |
| Денні ДеВіто     | Едді Гілпін            | Богдан Бенюк                  |
| Денні Ґловер     | Майло Вокер            | Олександр Ігнатуша            |
| Сер'Даріус Блейн | Ентоні Джонсон         | Роман Молодій                 |
| Морган Тернер    | Марта Каплі            | Анастасія Жарнікова-Зіновенко |
| Алекс Вульфф     | Спенсер Гілпін         | Андрій Соболєв                |
| Медісон Айсмен   | Бетані Вокер           | Дарина Муращенко              |
| Колін Генкс      | Алекс Врік             | Юрій Кудрявець                |
| Массі Фурлан     | Ренальдо               |                               |
| Ешлі Скотт       | Ешлі                   |                               |

## Виробництво

### Розвиток
Після виходу попереднього фільму «Джуманджі: Поклик джунглів» Двейн Джонсон, Джек Блек і Нік Джонас обговорювали в інтерв'ю про можливе продовження «Джуманджі» (згадане як «Джуманджі 3»), зокрема можливість дослідження у фільмі походженні гри. Карен Гіллан також сказала, що альтернативне закінчення для «Джуманджі: Поклик джунглів» залишило відкритими двері для іншого фільму. У лютому 2018 року було оголошено, що Касдан буде режисером продовженням, а Розенберг і Пінкнер знову напишуть сценарій, Джонсон, Гарт, Блек і Гіллан виконають свої ролі з попереднього фільму.
22 лютого 2019 року Блек підтвердив новий четвертий фільм про Джуманджі, оскільки «Затура: Космічна пригода» (2005) є другим фільмом, «Джуманджі: Поклик джунглів» — третім. У липні 2019 року стала відома назва фільму: «Джуманджі: Наступний рівень».

### Кастинг
У січні 2019 року до фільму приєдналися Аквафіна, Денні ДеВіто та Денні Ґловер. У лютому 2019 року було оголошено, що Алекс Вольфф, Сер'Даріус Блейн, Медісон Айсман, Морган Тернер та Нік Джонас знову виконають свої ролі. У березні 2019 року роль отримала Данія Рамірес. Того ж місяця було оголошено, що Райс Дербі повторить свою роль. У травні 2019 року було оголошено, що зі своєю роллю повернеться Колін Генкс.

### Зйомки
Зйомки фільму тривали з 21 січня по 11 травня 2019 року та проходили в Атланті, Нью-Мексико, Калгарі та на Гаваях.

## Випуск
Світова прем'єра запланована на 13 грудня 2019 року, а в Україні — 12 грудня 2019 року.